# ヤーゼプス・メディンシュ
ヤーゼプス・メディンシュ(ラトビア語: Jāzeps Mediņš, 1877年2月13日 - 1947年6月12日)は、ラトビアの作曲家である。

## 概要
ヤーゼプス・メディンシュは1889年から1896年にかけてリガ音楽院で学び、同音楽院で1901年から1911年まで教鞭を取った。
この他に、ラトビア国立歌劇場の前身であるドイツ劇場で1906年から1911年まで指揮者を務めた。この後、1916年から1921年までアゼルバイジャンの首都バクーでオペラ指揮者として活動した。
晩年の1945年には再びリガの音楽院でピアノ科の教授を務めた。
メディンシュの主要な作曲作品には、オペラ2曲、交響曲3曲、交響組曲2曲、ヴァイオリン協奏曲1曲をはじめとして、その他に室内楽曲、合唱曲、オルガン曲など100曲を超える歌曲がある。

## 家族・親族
彼の二人の弟、イェーカブス・メディンシュ(Jēkabs Mediņš, 1885–1971)とヤーニス・メディンシュ(Jānis Mediņš, 1890–1966)もまたラトビアの作曲家として有名である。